# Iván Centurión
Iván Centurión, vollständiger Name Iván Osvaldo Centurión, (* 5. August 1988 in Lomas del Mirador oder Isidro Casanoca) ist ein argentinischer Fußballspieler.

## Karriere
Der 1,83 Meter große Defensivakteur Centurión stand zu Beginn seiner sportlichen Laufbahn im ersten Halbjahr 2008 in Reihen von San Lorenzo de Almagro. Es folgte eine bis Ende Juni 2009 währende einjährige Karrierestation beim Club Atlético Platense. Dort bestritt er fünf Partien (kein Tor) in der Primera B Nacional. Mitte 2009 schloss er sich dem Club Almirante Brown an. Für diesen erzielte er in seiner ersten Spielzeit in der Primera B Metropolitana zwei Saisontreffer. Sodann kam er saisonübergreifend in 139 Spielen der Primera B Nacional und drei Aufeinandertreffen der Copa Argentina zum Einsatz. Einen Treffer erzielte er dabei nicht. Seit Mitte Februar 2016 war der uruguayische Club Atlético Cerro sein Arbeitgeber. Bei dem Verein aus der Hauptstadt Montevideo lief er in der Spielzeit 2015/16 in sieben Begegnungen der Primera División auf. Es folgten in der Zwischensaison 2016 zwölf weitere Erstligaeinsätze. Ein Tor schoss er für die Uruguayer nicht. Ab Januar 2017 setzte er seine Karriere in Mexiko beim Puebla FC fort.